# Chrismopteryx tepidata
Chrismopteryx tepidata là một loài bướm đêm trong họ Geometridae.